# Proxy (padrões de projeto)
Em programação de computadores, o padrão de proxy é um padrão de projeto de software. Um proxy (em português, "procurador"), em sua forma mais geral, é uma classe que funciona como uma interface para outra coisa. O proxy pode fazer interface com qualquer coisa: uma conexão de rede, um grande objeto na memória, um arquivo ou algum outro recurso caro ou impossível de duplicar. Resumindo, um proxy é um objeto wrapper (empacotador) ou agente que está sendo chamado pelo cliente para acessar o objeto de serviço real, nos bastidores. O uso do proxy pode simplesmente ser encaminhado para o objeto real ou pode fornecer lógica adicional. No proxy, funcionalidade extra pode ser fornecida, por exemplo, armazenamento em cache quando as operações no objeto real exigem muitos recursos ou verificação das pré-condições antes que as operações no objeto real sejam chamadas. Para o cliente, o uso de um objeto proxy é semelhante ao uso do objeto real, porque ambos implementam a mesma interface.
Resumidamente, o padrão proxy possui três principais finalidades, sendo elas:
- Prover um substituto (ou placeholder) para um outro objeto controlar seu acesso;
- Usar um nível extra de indireção para fornecer acesso distribuído, controlado ou inteligente;
- Adicionar um agregador e delegador para proteger o componente real de complexidade indevida.

## Problema
Você precisa implementar objetos que precisam de muitos recursos, mas você não quer instanciar tais objetos a menos/até que eles sejam requisitados pelo cliente.

## Discussão
Desenvolver um substituto, ou proxy, objeto que: instancia o objeto real na primeira vez que o cliente faz uma solicitação de proxy, lembra a identidade desse objeto real, e então redireciona a requisição para o objeto real. Então todas as requisições subsequentes são simplesmente redirecionadas diretamente para o objeto real encapsulado.
Essas são as quatro situações mais comuns em que o padrão Proxy é aplicável.
- Um proxy virtual é um placeholder para objetos "caros de se criar". O objeto real é criado apenas quando um cliente requerer ou acessar o objeto.
- Um proxy remoto provê um acesso para um objeto que reside em um espaço de endereço diferente. Isso é o que o código "stub" em RPC e CORBA provê.
- Um proxy protetor controla o acesso a um objeto alvo. O objeto "substituto" verifica se o cliente tem as permissões requisitadas para o redirecionamento da requisição. Se sim, a mensagem será repassada para o objeto alvo, senão, o proxy bloqueará o acesso e retornará um resultado de erro.
- Um proxy inteligente interpõe ações adicionais quando um objeto é acessado. Usos típicos incluem:

1. Contar o número de referências ao objeto real para que seja libertado automaticamente assim que não houver mais referências.
2. Carregar um objeto persistente na memória quando for referenciado pela primeira vez.
3. Verificar se o objeto real está travado antes de ser acessado para assegurar que nenhum outro objeto possa mudá-lo.

## Exemplos

### Em Java
Definindo a interface Subject, a presença do objeto Proxy estando no lugar do RealSubject é transparente ao cliente.
Image
```
  
public
 
interface
 
Image
{

    
void
 
display
();
 

  
}

```

Real Image
```
 
public
 
class
 
RealImage
 
implements
 
Image
 
{
  

   
private
 
String
 
fileName
;

   
public
 
RealImage
(
String
 
fileName
){

      
this
.
fileName
 
=
 
fileName
;

      
loadFromDisk
(
fileName
);

   
}

   
@Override

   
public
 
void
 
display
()
 
{

      
System
.
out
.
println
(
"Displaying "
 
+
 
fileName
);

   
}

   
private
 
void
 
loadFromDisk
(
String
 
fileName
){

      
System
.
out
.
println
(
"Loading "
 
+
 
fileName
);

   
}

 
}

```

Proxy Image
```
 
public
 
class
 
ProxyImage
 
implements
 
Image
{

   
private
 
RealImage
 
realImage
;

   
private
 
String
 
fileName
;

   
public
 
ProxyImage
(
String
 
fileName
){

      
this
.
fileName
 
=
 
fileName
;

   
}

   
@Override

   
public
 
void
 
display
()
 
{

      
if
(
realImage
 
==
 
null
){

         
realImage
 
=
 
new
 
RealImage
(
fileName
);

      
}

      
realImage
.
display
();

   
}

 
}

```

Proxy Pattern
```
 
public
 
class
 
ProxyPatternDemo
 
{

   
public
 
static
 
void
 
main
(
String
 
args
)
 
{

      
Image
 
image
 
=
 
new
 
ProxyImage
(
"test_10mb.jpg"
);

      
//image will be loaded from disk

      
image
.
display
();

      
System
.
out
.
println
(
""
);

      
//image will not be loaded from disk

      
image
.
display
();

   
}

 
}

```

Output
```
  Loading test_10mb.jpg
  Displaying test_10mb.jpg
  Displaying test_10mb.jpg
```